# 荒川豊蔵
荒川 豊藏（あらかわ とよぞう、1894年3月21日 - 1985年8月11日）は、昭和を代表する美濃焼の陶芸家。岐阜県多治見市出身。桃山時代の志野に陶芸の原点を求め、古志野の筍絵陶片を発見した可児市久々利にある牟田洞古窯跡のある大萱に桃山時代の古窯を模した半地上式穴窯を築き、古志野の再現を目指して作陶を重ねた。終には「荒川志野」と呼ばれる独自の境地を確立した。'''斗出庵'''、'''無田陶人'''と号す。

## 生涯

### 出生から修業時代
- 1894年（明治27年）（0歳）3月17日 - 岐阜県土岐郡多治見町（現在の多治見市）に生まれる。豊蔵の母方は多治見市高田で製陶業を営む　陶祖・加藤与左衛門景一の直系で、豊蔵は桃山時代以来の美濃焼の陶工の血筋を受け継いで生まれた。
- 1906年（明治39年）（12歳） - 多治見尋常高等小学校高等科卒業。神戸の貿易商能勢商店で働く。
- 1907年（明治40年）（13歳） - 多治見に戻り、地元の陶磁器貿易商木塚商店で働く。
- 1911年（明治44年）（17歳） - 従妹（父の弟の次女）の志づ（14歳）と結婚。
- 1912年（明治45年）（18歳） - 神戸の親戚のもとで陶器商を手伝う。
- 1913年（大正2年）（19歳） - 長男武夫生まれる。
- 1915年（大正4年）（21歳） - 以前多治見で小僧として働いた木塚商店が名古屋で商売を始めたことを聞き、名古屋に移り住んで働く。

### 宮永東山と東山窯時代
- 1919年（大正8年）（25歳） - 名古屋の教育者鈴木勲太郎と知り合い、彼の研究による特殊絵の具で手描きの上絵付き高級コーヒー茶碗をプロデュースする。生地は瀬戸の菱松から購入し、絵付けは名古屋出身の日本画家近藤紫雲に依頼した。このコーヒー茶碗を京都の錦光山宗兵衛に持ち込んだところ高価で買い取ってくれ、更に「この品をもっと作ってみなさい。引き受けます。」と言われたため、独立して上絵磁器製作の事業を起こすことを決意。この時錦光山の顧問をしていた宮永東山に引き合わされる。
- 1922年（大正11年）（28歳） - 上絵磁器の事業に失敗して、心機一転、子供のころから得意であった絵描きを志す。宮永東山を頼って手紙を出すと「すぐこい」との返事をもらって京都に行くと、いきなり東山窯の工場長を任される。京都では旧大名家や名だたる大家の売り立てで、一流の焼き物を見る機会を得る。

### 北大路魯山人と星岡窯時代
- 1925年（大正14年）（31歳） - 東京の星岡茶寮で使う食器を研究するために東山窯に訪れた北大路魯山人と会う。魯山人は約1年間逗留し、その間親交を深める。
- 1926年（大正15年）（32歳） - 次男達生まれる。
- 1927年（昭和2年）（33歳） - 北大路魯山人が鎌倉に築いた星岡窯を手伝うため鎌倉へ。魯山人が収集した膨大な古陶磁を手にとって研究し、星岡窯の作陶に活かした。（星岡窯では自分専用の轆轤を持ったが、東山窯、星岡窯時代の豊蔵は陶工というよりはプロデューサー/マネージャーで、本格的に作陶を始めるのは大萱に窯を築いてから後のことである）

### 古志野との出会い
- 1930年（昭和5年）（36歳）4月6日～10日 - 魯山人が名古屋の松坂屋で「星岡窯主作陶展」を開催中の4月9日、魯山人と豊蔵は古美術商の横山五郎から名古屋の関戸家所蔵の鼠志野香炉と志野筍絵茶碗を見せてもらう。茶わんの高台内側に付着した赤い道具土から、古志野は瀬戸で焼かれたとする通説に疑問を持つ。その2日後、4月11日、多治見に出かけ以前織部の陶片を拾った可児市久々利の大平、大萱の古窯跡を調査したところ、名古屋で見た筍絵茶碗と同手の志野の陶片を発見し、志野が美濃で焼かれたことを確信する。その他の古窯跡も調査して美濃古窯の全貌を明らかにし、いつかは志野を自分の手で作ることを決意した。

### 大萱窯
- 1933年（昭和8年）（39歳） - 星岡窯をやめての可児市久々利の大萱古窯跡近くに穴窯をつくる。作陶は豊蔵と長男の武夫、弟子の吉村義雄の三人で行った。最初の窯は初窯で豊蔵自身意識を失って倒れるまで三晩四日かけて焚き続けたが温度が上がらず、瀬戸黒が一碗焼けただけで失敗に終わる。
- 1934年（昭和9年）（40歳） - 最初の窯から40m北に新たに窯を築き、古窯跡から出土する陶片を頼りに志野、瀬戸黒、黄瀬戸を試行錯誤で製作する。
- 1935年（昭和10年）（41歳） - ようやく満足するものができ、志野のぐい呑みと瀬戸黒の茶碗を持って鎌倉の魯山人を訪ねる。魯山人はこれを称賛し鎌倉に戻ることを促すが、豊蔵はこれを辞退し以後大萱窯で、志野、瀬戸黒、黄瀬戸、唐津を作陶する。

### 戦中・戦後
- 1941年（昭和16年）（47歳） - 大阪梅田の阪急百貨店で初個展を開催。
- 1946年（昭和21年）（52歳） - 多治見市にある虎渓山永保寺所有の山を借り受け水月窯を作る。水月窯は大萱窯とは異なる連房式登り窯で、染付、色絵、粉引や、生活のため日用食器の量産を行った。
- 1955年（昭和30年）（61歳） - 志野と瀬戸黒で重要無形文化財技術保持者（人間国宝）に認定される。日本橋三越百貨店で戦後初の個展を開催。大成功に終わる。
- 1960年（昭和35年）（66歳） - 宗達画・光悦筆　鶴図下絵三十六歌仙和歌巻（重要文化財：現京都国立博物館蔵）を発見し入手する。
- 1968年（昭和43年）（74歳） - 妻志づ死去。
- 1971年（昭和46年）（77歳） - 文化勲章受章。
- 1975年（昭和50年）（81歳） - 唐津の西岡小十窯、有田の今泉今右衛門窯で作陶・絵付け。
- 1976年（昭和51年）（82歳） - 萩の三輪休和窯他で作陶。
- 1977年（昭和52年）（83歳） - 信楽、備前、丹波の各窯で作陶。
- 1978年（昭和53年）（84歳） - 萩、唐津、備前の各窯で作陶。
- 1984年（昭和59年）（90歳） - 可児市にある大萱窯の地に豊蔵資料館（現・荒川豊蔵資料館）開館。
- 1985年（昭和60年）（91歳） - 8月11日　死去。

## 編・著書
- 1967年（昭和42年）（73歳） - 『志野』（朝日新聞社）
- 1972年（昭和47年）（78歳） - 陶磁大系『志野・黄瀬戸・瀬戸黒』（平凡社）
- 1976年（昭和51年）（82歳） - 『荒川豊蔵自選作品集』（朝日新聞社）
- 1977年（昭和52年）（83歳） - 『縁に随う』（日本経済新聞社）

## 映画
- 1956年（昭和31年） - 記録映画『志野』（日本映画新社）
- 1980年（昭和55年） - 『志野－荒川豊蔵』（日本経済新聞社）
- 1980年（昭和55年） - 『荒川豊蔵』（金山プロダクション）

## 人脈

### 陶芸家
加藤土師萌
豊蔵が古志野筍絵陶片を発見した当時多治見陶磁試験場に勤務していた土師萌は、豊蔵が古志野の破片を発掘した話を聞いて、豊蔵の投宿先に破片を見に来る。また、1924年（大正13年）、豊蔵と共に久尻清安寺境内の古窯跡を発掘。
小山富士夫
豊蔵が東山窯にいたころ、京都の真清水蔵六のもとで陶芸を学ぶ。京都の愛陶家が集まって開催した古陶研究会に参加し豊蔵と知り合う。後年豊蔵が大萱に築窯した後は頻繁に大萱を訪れ、1972年（昭和47年）には近くの五斗蒔に自分の窯(花ノ木窯)を築いた。
川喜田半泥子
1940年（昭和15年）、豊蔵と共に京都鳴滝の尾形乾山窯跡を調査した。

### 画家
川合玉堂
少年期を岐阜で過ごす。東山窯時代、豊蔵は宮永東山の命により玉堂に絵付けを依頼する。1951年（昭和26年）再会し、その後茶わんの絵付けを何回か依頼した。
前田青邨
豊蔵と同じ岐阜県、中津川の出身。青邨が手なぐさみに作った手びねりの香合を百点近く豊蔵が焼いた。また、1961年（昭和36年）大萱を訪れ、瀬戸黒茶碗に梅の絵の絵付けをする。1962年（昭和37年）には再度大萱を訪れ、陶画を制作。鶴図下絵三十六歌仙和歌巻の写真を見せた際、「荒川さん、あんた、こんなもの持っとったら、一生仕事せんでええことになるなあ」と冗談を言って笑い合った。
1962年（昭和37年）　日本橋三越にて香合60点と茶碗の絵付け数点、豊蔵の志野焼、瀬戸黒20余点を賛助出品として展示した「荒川豊蔵先生賛助　前田青邨先生喜寿記念陶展」が開催された。
熊谷守一
豊蔵と同じ岐阜県、恵那郡付知村(現在の中津川市付知地区)出身。豊蔵は守一の絵、人柄、生活態度に引かれ、守一の東京の自宅を訪問したことがある。1967年（昭和42年）には志野茶碗に絵付けをする。
奥村土牛
1935年（昭和10年）頃豊蔵と知り合う(わかもと社長：長尾欽弥宅？)。その後もしばしば顔を合わせ、昭和41年には豊蔵と共に岐阜県根尾村(現在の本巣市根尾地区)の淡墨桜を写生した。

### 彫刻家
平櫛田中
1964年（昭和39年）に東京日本橋の三越百貨店で開かれた豊蔵の大萱築窯三十年記念展に展示された黄瀬戸花入を、茨城県五浦の岡倉天心像の前に備える花入にしたいと懇望したところ、豊蔵はこれを茨城大学五浦美術研究所に寄贈した。